# Kasteel Fruytenborg

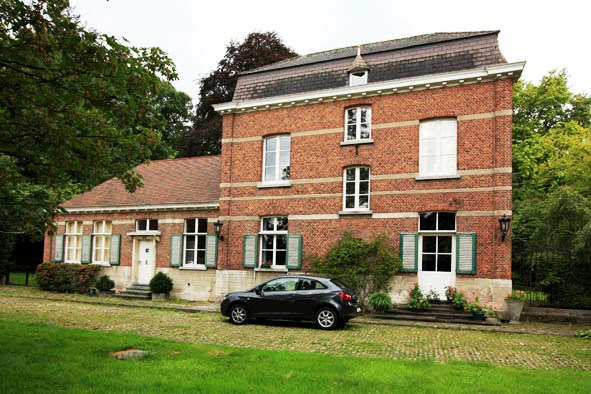
Kasteel Fruytenborg

Het Kasteel Fruytenborg is een kasteel in de Antwerpse plaats Sint-Katelijne-Waver, gelegen aan de Stationsstraat 315.

## Geschiedenis
Het betreft een hoeve die omstreeks 1875 tot een kasteeltje werd omgebouwd. In 1900 werd het aan het gemeentelijk armenbestuur geschonken om er een bejaardentehuis van te maken. Het kasteeltje werd echter verkocht en van de opbrengst werd het Rusthuis Sint-Elisabeth gesticht.
Tijdens de Eerste Wereldoorlog werd het kasteeltje verwoest en daarna opnieuw opgebouwd en later verschillende malen gewijzigd, waarbij de fundamenten nog op het oude kasteel betrekking hebben.
Feitelijk betreft het nu een landhuis in eclectische stijl. Het is gelegen in een omgracht park en in dat park bevindt zich nog een ijskelder.